# Rosenköpfl
Rosenköpfl lub Böses Weibele – szczyt w Alpach Gailtalskich, w Alpach Wschodnich. Leży w Austrii, w Karyntii, na południe od miasta Lienz. Niedaleko na północ, po drugiej stronie Drawy leży szczyt o podobnej nazwie – Böses Weibl. Istnieje jeszcze jeden szczyt o tej nazwie, czasem nazywany Strickkofl. Te dwa pozostałe szczyty leżą już w Wysokich Taurach.